# Verzorgingsplaats De Leysing
Verzorgingsplaats De Leysing is een verzorgingsplaats aan de Nederlandse A67 tussen aansluiting Liessel en aansluiting Asten in de richting Eindhoven. Aan de andere kant van de snelweg ligt verzorgingsplaats Het Gevlocht. Beide liggen in de gemeente Asten.
Richting Duisburg: Het Goor · Meelakkers · Het Gevlocht · Deersels · Zwartewater
Richting Antwerpen: Venlose Heide · Reunen · De Slenk · Helenaveen · De Leysing · Oeijenbraak · Oeienbosch · De Beerze